# Rattle and Snap

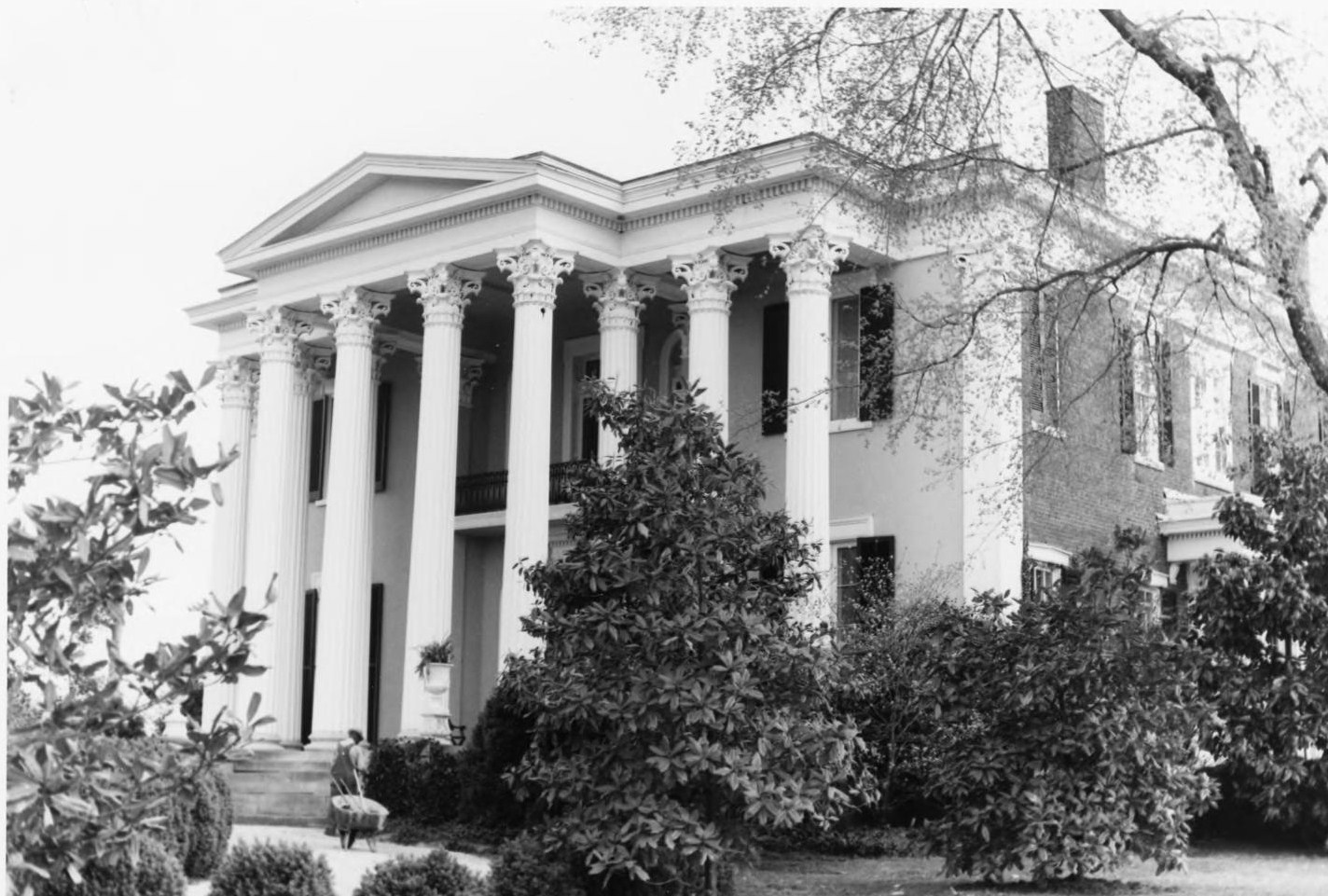
Rattle and Snap 1971

Rattle and Snap (auch Polk-Granberry House genannt) ist ein im Greek-Revival-Stil errichtetes Herrenhaus in Maury County (Tennessee, USA).
Das Gebäude wurde 1845 von George Washington Polk (1817–1892) errichtet, einem der Söhne von Colonel William Polk, einem Veteranen des amerikanischen Unabhängigkeitskrieges, sowie ein Cousin von James K. Polk, dem US-Präsidenten von 1845 bis 1849. Die ursprüngliche Plantage, auf der das Gebäude steht, war 5648 Acres groß. Es wurde durch Sklavenarbeit errichtet und ist das größte und extravaganteste Herrenhaus in Maury County und ist ein typisches Beispiel für den maßlos verschwenderischen Baustil der Südstaaten in der Zeit von 1845 bis 1860. Es ist aus Kalk- und Ziegelstein gebaut, umgeben von zehn Säulen und zweieinhalb Stockwerke hoch. Die Familie Polk lebte 15 Jahre in diesem Anwesen.
Während des Sezessionskrieges blieb das Haus als eines der wenigen von Plünderungen und Brandstiftungen der Unions-Soldaten verschont. Nach diesem Krieg konnte sich die Familie Anwesen und Haus aufgrund eines Bankrotts nicht mehr leisten. Rattle and Snap wurde 1867 an Joseph John Granberry verkauft. Dieser lebte dort mit seiner Familie über 50 Jahre.
Die Legende besagt, dass das Land, auf dem Rattle and Snap gebaut wurde, bei einem Glücksspiel des gleichen Namens vom Gouverneur von North Carolina gewonnen worden sei.
In den 1940er und 1950er Jahren wurde das Haus als Stall genutzt, um Heu zu lagern und Hühner zu halten. 1953 kaufte Familie Babcock das Haus und restaurierte es, doch erst der spätere Besitzer, Amon Carter Evans, ehemaliger Herausgeber der „Nashville Tennessean“, welcher das Haus 1979 erwarb, beendete die Restauration. Diese soll ihn mehr als sechs Millionen USD gekostet haben. 2002 ging er jedoch bankrott und verlor das Haus an seine Bank.
1971 wurde das Gebäude in das National Register of Historic Places als National Historic Landmark mit der Nummer 71000825 eingetragen. Es liegt am Andrew Jackson Highway, Tennessee State Route 243, etwa 12 km von Columbia, dem County Seat von Maury County, entfernt.
Die heutigen Besitzer sind Bobby Kaslow und ihr Ehemann Michael Kaslow, welche es 2003 für eine unbekannte Summe der Bank abkauften.